# Susanne Räder-Großmann
Susanne Räder-Großmann, geborene Eulitz (* 1. Dezember 1901 in Penig, Sachsen; † 9. November 1971 in Berlin), war eine deutsche Politikerin (SPD).
Susanne Eulitz machte eine Lehre als Chemotechnikerin und arbeitete auch in diesem Beruf. 1926 trat sie der SPD bei und wurde noch in der Weimarer Republik als Bezirksverordnete im Berliner Bezirk Steglitz gewählt.
Nach dem Zweiten Weltkrieg war Susanne Räder-Großmann wieder für die SPD aktiv und wurde bei der ersten Berliner Wahl 1946 in die Bezirksverordnetenversammlung in Berlin-Steglitz gewählt. Bei der folgenden Wahl 1948 wurde sie in die Stadtverordnetenversammlung von Groß-Berlin gewählt. Bei der Wahl 1950 kandidierte sie für das Abgeordnetenhaus von Berlin zunächst erfolglos, doch durch den plötzlichen Tod Ernst Reuters konnte sie im Oktober 1953 nachrücken. Vier Wochen später bat der Vorsitzende der SPD-Fraktion Franz Neumann Räder-Großmann aus dem Parlament auszuscheiden, um dem dann nachrückenden Georg Meyer (1889–1968) Platz zu machen. Sie entsprach diesem Wunsch und wurde nach der Wahl 1954 bis 1963 wieder Bezirksverordnete in Steglitz.